# Seznam irskih kardinalov
Seznam irskih kardinalov.

## B
- Seán Brady
- Michael Browne

## C
- Desmond Connell
- William Conway
- Paul Cullen

## D
- John Francis D'Alton
- Cahal Daly

## F
- Kevin Joseph Farrell (irsko-ameriški)
- John Murphy Farley (irsko-ameriški)

## L
- Michael Logue

## M
- Edward MacCabe
- Joseph MacRory
- Francis Patrick Moran (irsko-avstralski)

## O
- Tomás Ó Fiaich
- Keith Michael Patrick O'Brien (irsko-škotski)
- Patrick Joseph O'Donnell

## W
- Nicholas Wiseman